# Jánoshalma
Jánoshalma este un oraș în districtul Jánoshalma, județul Bács-Kiskun, Ungaria, având o populație de 9.174 de locuitori (2011). 

## Demografie
Componența etnică a orașului Jánoshalma
     Maghiari (92,29%)
     Romi (6,32%)
     Necunoscut (0,32%)
     Alții (1,07%)
Componența confesională a orașului Jánoshalma
     Romano-catolici (61,37%)
     Fără religie (8,24%)
     Reformați (1,46%)
     Necunoscută (27,92%)
     Alte religii (2,83%)
Conform recensământului din 2011, orașul Jánoshalma avea 9.174 de locuitori. Din punct de vedere etnic, majoritatea locuitorilor (92,29%) erau maghiari, cu o minoritate de romi (6,32%). Apartenența etnică nu este cunoscută în cazul a 0,32% din locuitori.  Din punct de vedere confesional, majoritatea locuitorilor (61,37%) erau romano-catolici, existând și minorități de persoane fără religie (8,24%) și reformați (1,46%). Pentru 27,92% din locuitori nu este cunoscută apartenența confesională.